# Georg Matthäus Vischer
Georg Matthäus Vischer (Wenns, 22 aprile 1628 – Linz, 13 dicembre 1696) è stato un incisore e cartografo austriaco, tra i più importanti cartografi e topografi austriaci del suo tempo.

## Biografia

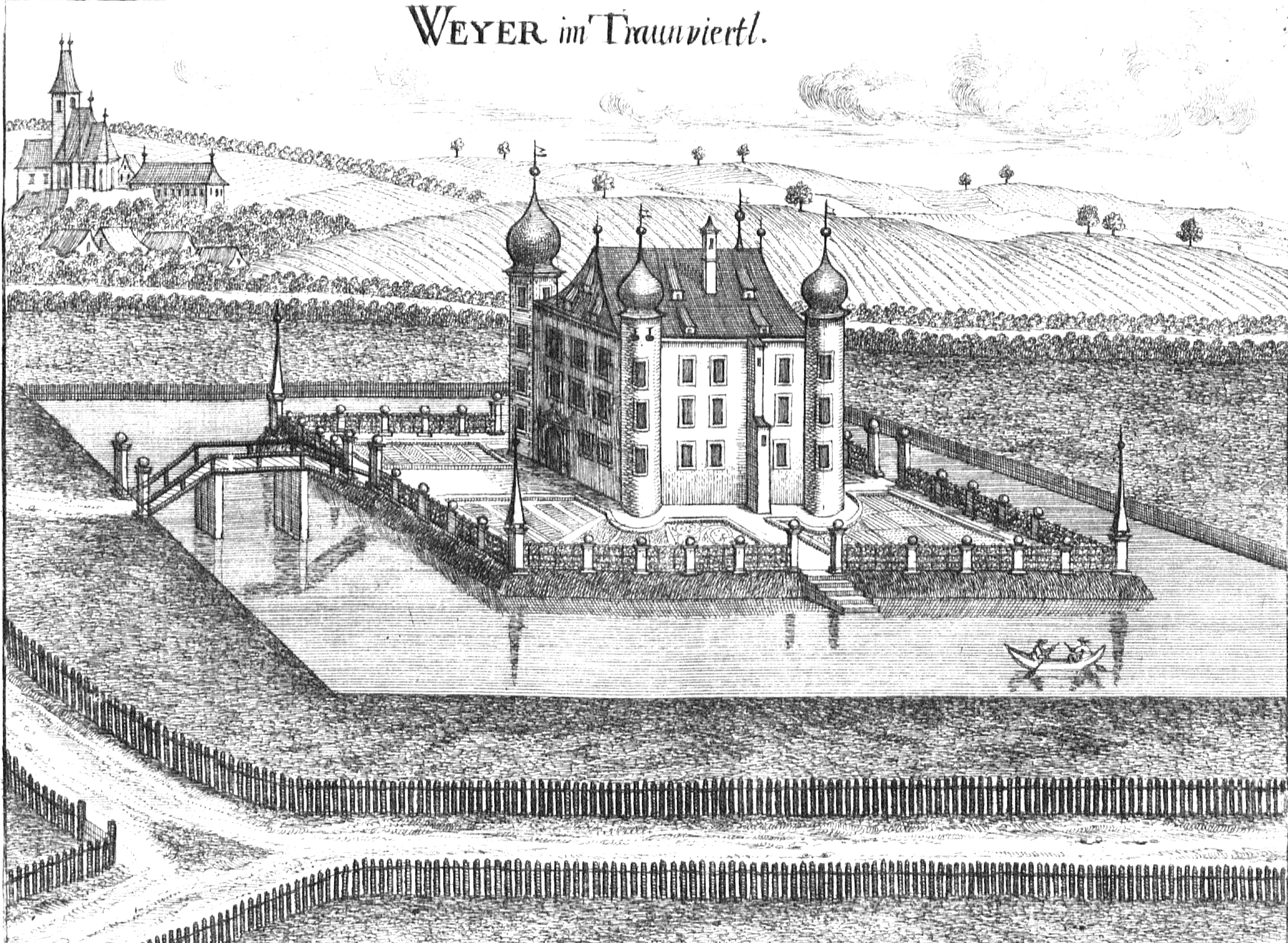
Castel Weyer in un'incisione del 1674, opera di Georg Mathias Vischer

Georg Matthäus Vischer fu un sacerdote cattolico incisore, topografo e cartografo nato a Wenns in Tirolo. Per conto della nobiltà e del clero compilò mappe e creò incisioni e disegni di più di 1000 città, castelli, manieri, abbazie e conventi nelle regioni austriache di Bassa Austria, Alta Austria, Stiria oltre a Moravia e Ungheria. Nella maggior parte dei casi le incisioni di Vischer sono tra le più antiche rappresentazioni conservate dei luoghi e delle strutture descritte. Viene considerato uno dei più importanti cartografi e topografi austriaci del suo tempo. Morì all'età di 58 anni a Linz.

## Opere
- (DE) Georg Matthäus Vischer, Topographia Archiducatus Austriae Inf- Modernae, seu. Controfee und Beschreibung, aller Stätt Clöster und Schlösser wie sie anjetzo stehen in dem Ertzhertzogtumb unter Osterreich Heervorgebracht im Jahr 1672 [...] durch Mühesamen Fleiss Georg Matthaei Vischer. Geogr. T.1-4, Wien, drukarz nieznany, 1672, OCLC 1042469965.
- (SL) con Johann Weichart Valvasor, Gradovi Posavja gradovi na bakrorezih iz albumov Georga Matthaeusa Vischerja in Janeza Vajkarda Valvasorja = Castles of the Posavje region: copper engravings of castles from the albums of George Matthaeus Vischer and Janez Vajkard Valvasor, Brežice, Posavski muzej, 2009, OCLC 780843423.